# Lynette McClements
Lynette "Lyn" McClements (* 11. Mai 1951 in Nedlands) ist eine ehemalige australische Schwimmerin.
Bei den Olympischen Spielen 1968 in Mexiko-Stadt wurde sie über 100 m Schmetterling Olympiasiegerin und gewann mit der 4 × 100-m-Lagenstaffel die Silbermedaille.
Als sie bei den Commonwealth Spielen 1970 nicht berücksichtigt wurde, beendete sie ihre Laufbahn.
Ihre Tochter Jacqueline McKenzie startete für Australien bei den Olympischen Spielen 1992 in Barcelona über 200 und 400 m Lagen.